# Glifeideus
Els glifeideus (Glypheidea) són un infraordre de crustacis decàpodes, amb una família vivent, Glypheidae, i diverses d'extintes.

## Taxonomia
L'infraordre Glypheidea inclou una sola família actual, amb dues espècies, i cinc famílies extintes:
- Família Glypheidae Winckler, 1882
  - Laurentaeglyphea neocaledonica (Richer de Forges, 2006)
  - Neoglyphea inopinata Forest & de Saint Laurent, 1975
- Família Chimaerastacidae Amati, Feldmann & Zonneveld, 2004 †
- Família Mecochiridae Van Straelen, 1924 †
- Família Pemphicidae Van Straelen, 1928 †
- Família Platychelidae Glaessner, 1969 †
- Família Erymidae Van Straelen, 1924 †